# Majo to Yaju
Majo to Yaju (яп. 魔女と野獣, Majo to Yajū, англ. The Witch and the Beast, укр. Відьма та чудовисько) — манґа, написана та проілюстрована Косуке Сатаке. Серія почала виходити в журналі Young Magazine the 3rd у листопаді 2016 року, а потім перейшов до Monthly Young Magazine після того, як журнал Young Magazine the 3rd опублікував свій останній випуск. Станом на серпень 2022 року його окремі розділи зібрано в десять томів. Прем'єра аніме-телесеріалу, створеного Yokohama Animation Laboratory, відбулася в січні 2024 року.

## Персонажі
Ґідо (яп. ギド, Gido)
Сейю: Таічі Йо
Ашаф (яп. アシャフ, Ashafu)
Сейю: Морікава Тошіюкі
Йоне (яп. イオーネ, Iōne)
Сейю: Хікаса Йоко
Марі (яп. マリー, Marī)
Сейю: Шібасакі Норіко
Кіра Хейнс (яп. キーラ・ヘインス, Kīra Heinsu)
Сейю: Мінаґава Джюнко
Рубен Коул (яп. ルーベン・コール, Rūben Kōru)
Сейю: Кюїчі Хіденобу
Шалк (яп. シュルク, Shuruku)
Сейю: Кусака Ацуші
Лоран (яп. ロラン, Roran)
Сейю: Терашіма Такума
Фанора Крістоффель (яп. ファノーラ・クリストフル, Fanōra Kurisutofuru)
Сейю: Хаямі Саорі
Йоган (яп. ヨハン, Yohan)
Сейю: Осака Рьота
Джеф Енкер (яп. ジェフ・エンカー, Jefu Enkā)
Сейю: Ґода Хозумі
Некромант (яп. 死霊魔術師, Shiryō Majutsushi)
Сейю: Сасакі Нозому
Гельґа Вельвет (яп. へルガ・ベルベット, Heruga Berubetto)
Сейю: Томіта Мію
Чарівний меч Ашґан (яп. 魔剣アシュガン, Maken Ashugan)
Сейю: Ніші Рінтаро
Метт Куґар (яп. マット・クーガ, Matto Kūga)
Сейю: Ішіда Акіра
Кат (яп. 処刑人, Shokei hito)
Сейю: Ямаджі Казухіро
Фармус (яп. ファーマス, Fāmasu)
Сейю: Хірота Косеі
Ловель (яп. ローエル, Rōeru)
Сейю: Кобаяші Ю

## Медіа

### Манґа
Серію написав та проілюстрував Косуке Сатаке, її вихід почався в журналі Young Magazine the 3rd 6 листопада 2016 року. Після того, як у квітні 2021 року журнал Young Magazine the 3rd опублікував свій останній випуск, серію було перенесено до нового щомісячного журналу Young Magazine, починаючи з 20 травня. Після січня 2023 року серіал зробив двомісячну перерву, яку пізніше продовжили через стан здоров'я Сатаке. Перший том танкобон був випущений 20 вересня 2017 року. Станом на серпень 2022 року окремі розділи було зібрано в десять томів танкобон.
На New York Comic Con 2019 компанія Kodansha USA оголосила про надання ліцензії на публікацію серії англійською мовою.

#### Список томів
| №  | Дата виходу     | ISBN                   |
| -- | --------------- | ---------------------- |
| 1  | 20 вересня 2017 | ISBN 978-4-06-382968-6 |
| 2  | 20 грудня 2017  | ISBN 978-4-06-510306-7 |
| 3  | 20 вересня 2018 | ISBN 978-4-06-512701-8 |
| 4  | 20 лютого 2019  | ISBN 978-4-06-514555-5 |
| 5  | 19 вересня 2019 | ISBN 978-4-06-516935-3 |
| 6  | 18 березня 2020 | ISBN 978-4-06-519002-9 |
| 7  | 20 жовтня 2020  | ISBN 978-4-06-521003-1 |
| 8  | 20 квітня 2021  | ISBN 978-4-06-522941-5 |
| 9  | 20 січня 2022   | ISBN 978-4-06-526484-3 |
| 10 | 19 серпня 2022  | ISBN 978-4-06-529081-1 |

### Аніме
У серпні 2022 року було оголошено, що серіал отримає аніме-адаптацію. Пізніше було підтверджено, що це буде телесеріал, який створять Yokohama Animation Laboratory, зрежисує Хамана Такаюкі, Юїчіро Момосе напише сценарій, Хіроя Ііджіма займеться дизайном персонажів, а Ханае Накамура та Нацумі Табучі напишуть музику. Прем'єра відбулася 12 січня 2024 року на TBS, BS11 та інших мережах. Crunchyroll ліцензував серіал за межами Азії. Plus Media Networks Asia ліцензувала серіал у Південно-Східній Азії.

## Сприйняття
Ребекка Сільверман і Кейтлін Мур переглянули перший том в рамках путівника по манзі Anime News Network за осінь 2021 року. Вони обоє високо оцінили візуал та концепцію, водночас критикуючи те, як ця концепція реалізована. Сара з Anime UK News також похвалила художнє оформлення, розкритикувавши персонажів. На відміну від інших критиків, Че Ґілсон з Otaku USA похвалив не тільки художнє оформлення, а й сюжет і сетинг.
Тираж серії становить понад 500 тисяч примірників.